# Ulopeza crocochalca
Ulopeza crocochalca là một loài bướm đêm trong họ Crambidae.